# اوکرووهلیتسه
اوکرووهلیتسه (به چکی: Okrouhlice) یک منطقهٔ مسکونی در جمهوری چک است که در ناحیه هاولیتشکوف برود واقع شده‌است. اوکرووهلیتسه ۱۸٫۵۸ کیلومتر مربع مساحت و ۱٬۲۸۲ نفر جمعیت دارد و ۴۰۵ متر بالاتر از سطح دریا واقع شده‌است.